# عبد الكافي رجب
عبد الكافي رجب لاعب كرة قدم مصري في مركز حراسة المرمى ، من ناشئي الأهلي ، ويلعب حاليًا لنادي المنيا.

## مسيرته الكروية
لعب بناشئي الأهلي 7 مواسم ، وتم تصعيده للفريق الأول ولكنه لم يشارك معه ، وانضم لقائمة الفريق أمام طهطا في دور الـ32 من بطولة كأس مصر ، وفي أغسطس 2015 تعاقد نادي حرس الحدود معه للانتقال إلى صفوف الفريق بداية من الموسم التالي معارًا لمدة موسم واحد.

وفي 25 سبتمبر 2016 أتم مجلس إدارة نادي المنيا التعاقد معه وذلك بناء على رغبة الجهاز الفني بقيادة صبري المنياوي لانضمامه للفريق لمدة موسمين في صفقة انتقال حر بعد خروجه من قائمة الأهلي في الموسم الجديد ، وكان قريبًا من الانتقال لفريق الشرقية الذي يلعب في الدوري الممتاز 2016 ، قبل أن تفشل المفاوضات بين الطرفين.

## إحصائيات مشاركاته
آخر تحديث في 28 يناير 2017

### مع الأندية
| الفريق     | الموسم    | الدوري  | الدوري | الكأس   | الكأس | البطولات القارية | البطولات القارية | الإجمالي | الإجمالي |
| الفريق     | الموسم    | مشاركات | أهداف  | مشاركات | أهداف | مشاركات          | أهداف            | مشاركات  | أهداف    |
| ---------- | --------- | ------- | ------ | ------- | ----- | ---------------- | ---------------- | -------- | -------- |
| حرس الحدود | 2015–2016 | 3       | 0      | 0       | 0     | —                | —                | 3        | 0        |
| حرس الحدود | الإجمالي  | 3       | 0      | 0       | 0     | —                | —                | 3        | 0        |